# Samsung SGH-i900
A Samsung i900 (ismert még Omniaként) egy multimédiás okostelefon, melyet 2008 augusztusában mutatott be a Samsung.
A készülékben 3,2″-os TFT érintőképernyő van 240×400 pixel felbontással, ami 16,7 millió szín kijelzésére képes, de a futtatott Windows Mobile operációs rendszer csak 65 536 színt tud megjeleníteni. A telefon kamerája 5 megapixeles és 640×480 pixeles videót képes készíteni 15 fps sebességgel. A készülékben megtalálható még geotagging, arcfelismerő, mosolyfelismerő és WDR (Wide Dynamic Range) funkció. Az i900 Omnián Microsoft Windows Mobile 6.1 Professional operációs rendszer fut, Samsung TouchWiz kezelőfelülettel.

## Külső hivatkozások
- Hivatalos weboldal
- Samsung Omnia frissítések